# Yakiniku

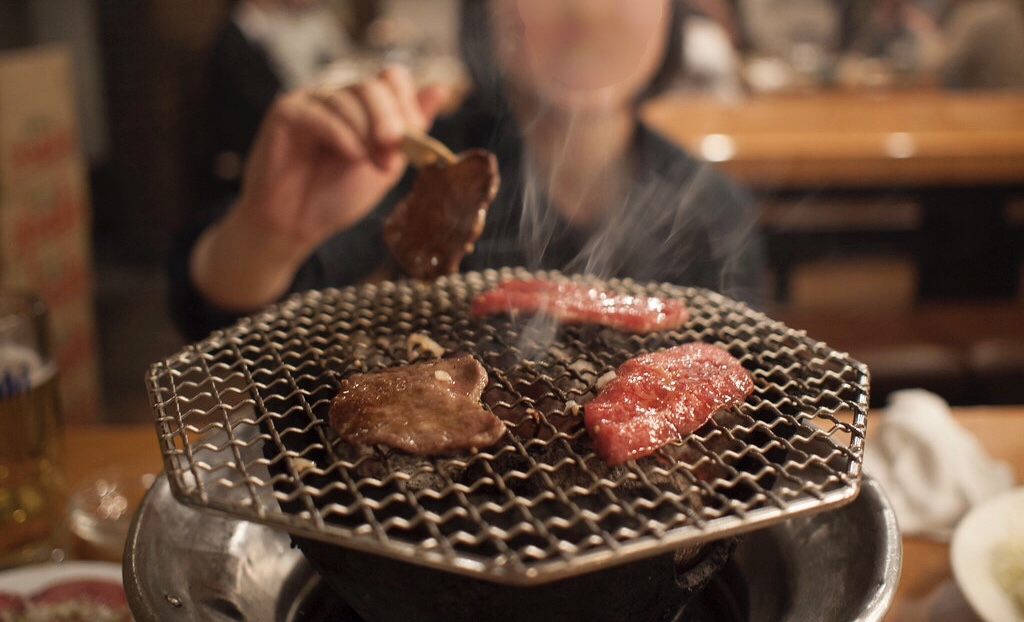
Yakiniku

Yakiniku (焼肉, ’grillat kött’) är ett japansk-koreanskt sätt att tillaga kött och grönsaker.

## Historia och etymologi

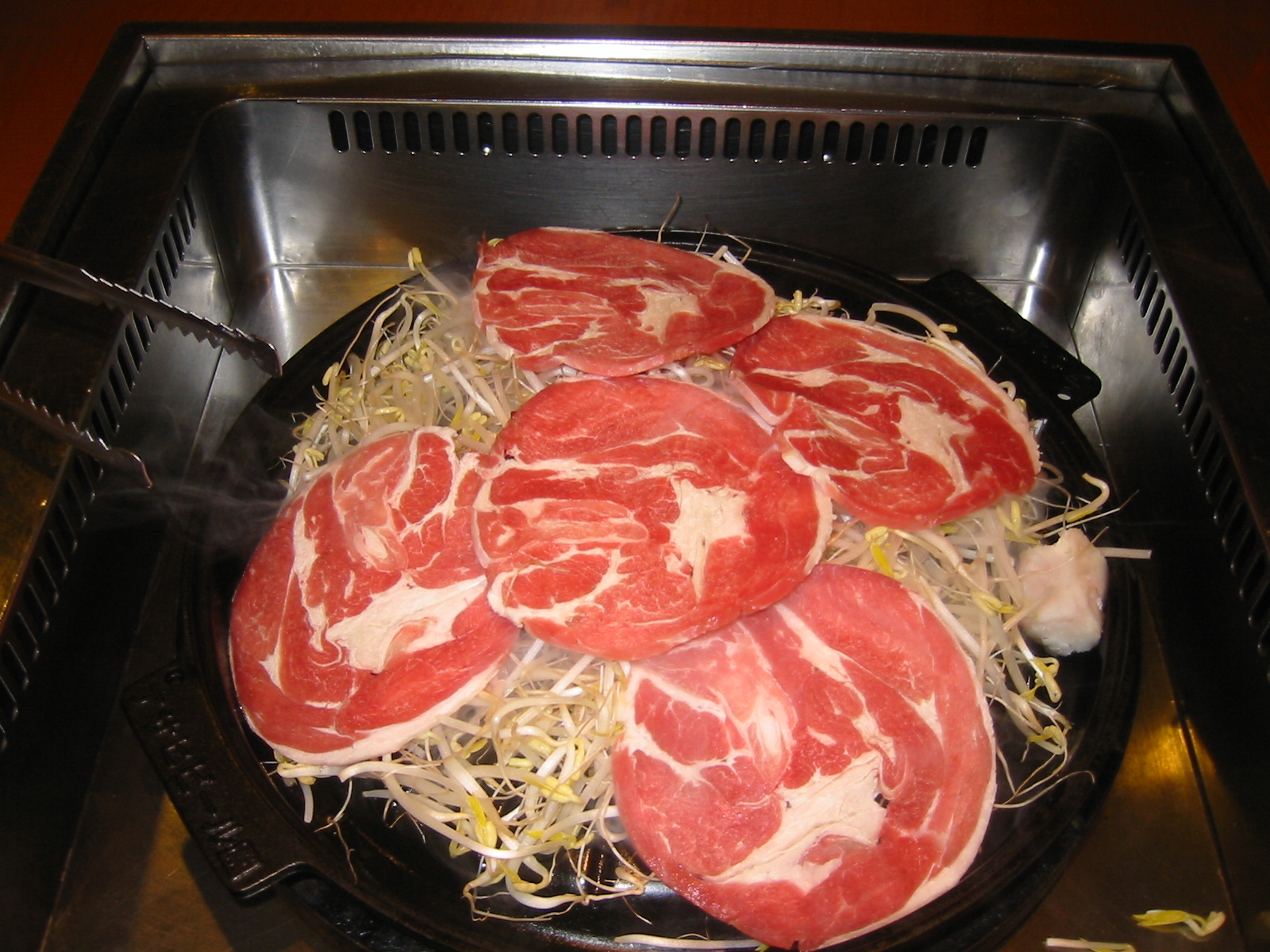
Jingisukan.

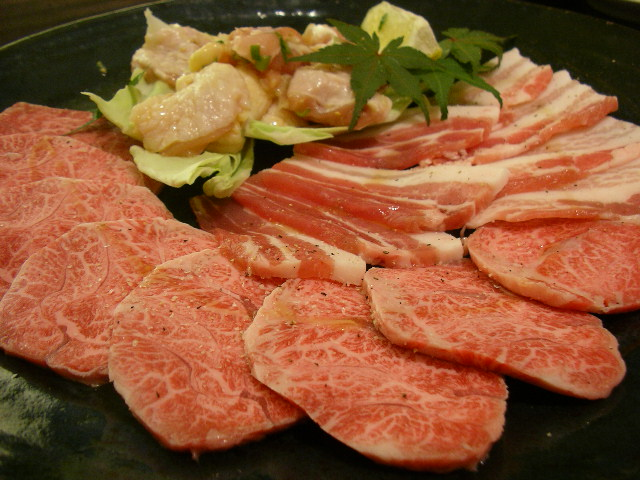
Kött för yakiniku.

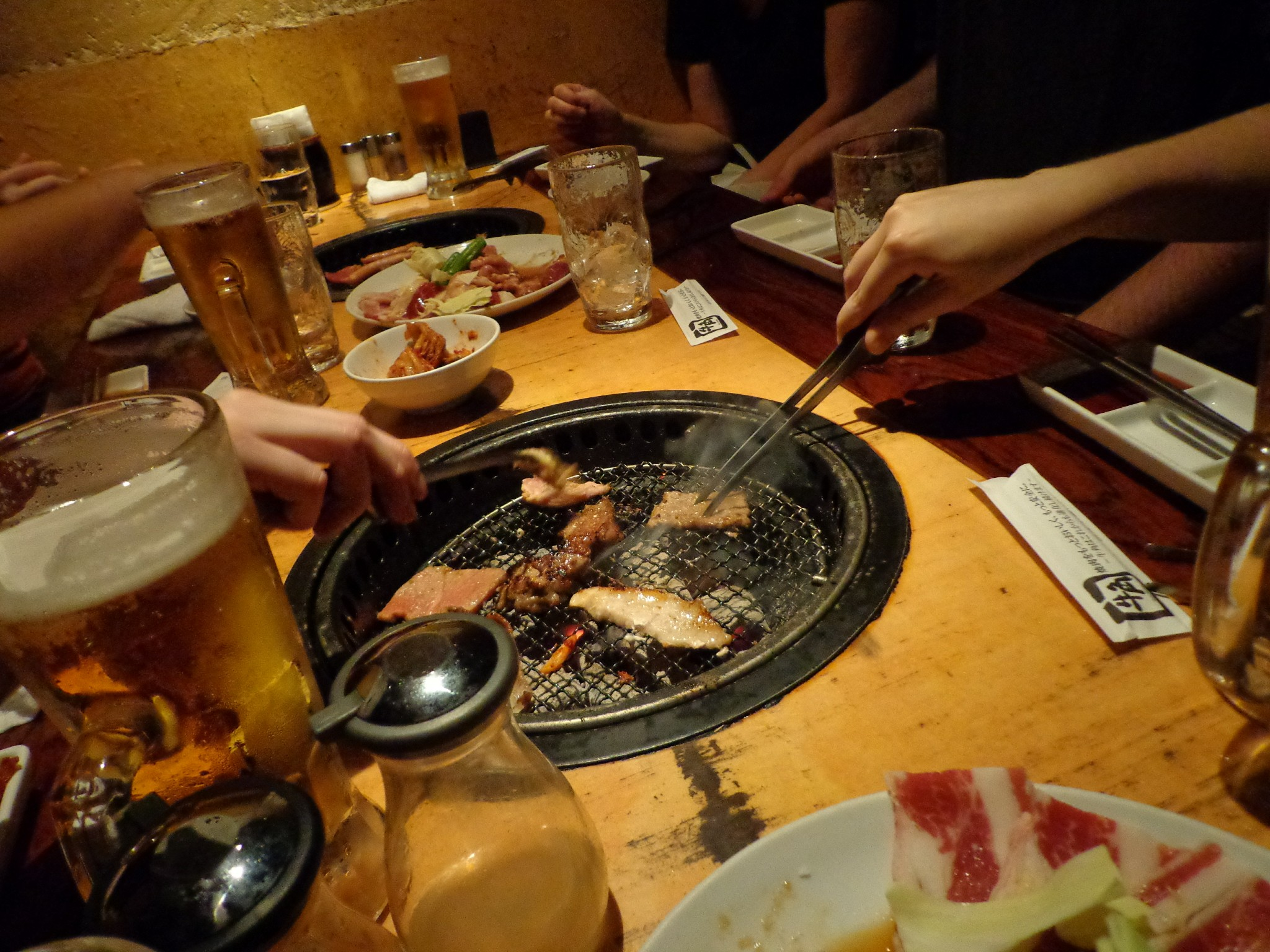

Japans kejsare Tenmu gjorde det förbjudet att döda tama, men inte vilda, djur för att äta köttet år 675 och förbudet gällde i hela Japan från april till september. Förbudet höll i sig i över tusen år tills det hävdes under meijiperioden som en del av ett försök att införa västerländsk kultur i landet. Kejsaren Meiji deltog i en kampanj år 1873 för att främja köttkonsumtion genom att offentligt äta nötkött. "Grillat" och "stekt kött" översattes till japanska yakiniku (焼肉) och iriniku (焙肉), som ett förslag till en västerländsk meny, Seiyō ryōri shinan som publicerades 1872, men iriniku blev till slut ersatt av lånordet sutēki.
Jingisukan (ja:ジンギスカン, den japanska transkriberingen av Djingis khan), är ett slags grillat fårkött som också räknas som en typ av yakiniku. Rätten har sitt ursprung på Hokkaido, där den har varit mycket populär. Först nyligen[när?] har den fått rikstäckande popularitet. Namnet Jingisukan tros ha utvecklats av Sapporo-födde Tokuzo Komai, som blev inspirerad av grillat fårkött från Manchuriet. Det första skriftliga omnämnandet av rätten under detta namn skedde år 1931.
Ventilerade grillsystem introducerades av Shinpo Co., Ltd. i mars 1980, och spreds över hela Japan och kunder kunde då äta yakiniku i en rökfri miljö. 
Yakiniku fick ytterligare ett uppsving år 1991 i och med lättnader av restriktioner för import av nötkött, vilket ledde till en nedgång av priset. Men branschen fick genomgå ett mycket kraftigt nederlag år 2001 då galna ko-sjukan spreds i Japan.

## Yakinikudagen
År 1993 utnämnde All Japan Yakiniku Association (den rikstäckande branschorganisationen för yakinikurestauratörer) 29 augusti till yakinikudagen.